# アドルフ・デ・クードル
アドルフ・デ・クードル（Adolf Des Coudres、1862年6月2日 - 1924年9月21日）はドイツの風景画家である。印象派のスタイルの風景画などを描いた。

## 略歴
カールスルーエの上流階級の家に生まれた。スイスからカッセルに移ってきた家系で父親のルートヴィッヒ・デ・クードルは画家になり、カールスルーエの美術学校の教授を務めた人物である。1878年に父親が亡くなった後、絵画の修行を始め、19歳になった1881年にカールスルーエの美術学校に入学し、風景画家のグスタフ・シェーンレーバーのもとで学んだ。シェーンレーバーを中心とする画家たちとスケッチ旅行を行いシェーンレーバーのスタイルに強い影響を受けた。多くの画家が集まった「芸術家村」と呼ばれる場所を訪れ、特にバーデン＝ヴュルテンベルク州のグータッハ(Gutach)ではグレーセル(Franz Gräßel:1861–1948)、カッピス (Albert Kappis :1836–1914)、 ディシュラー (Hermann Dischler:1866–1935) といった画家たちと知り合った。
美術学校を卒業した後、1909年までカールスルーエで活動し、印象派のスタイルの風景画を描き、バーデンバーデンやカールスルーエ、ミュンヘンの展覧会に出展した。1892年と1893年はミュンヘンのガラス宮殿で開かれた展覧会にバルト海の海岸の街、アーレンスホープに滞在して描いた風景画を出展した。その後オランダを旅して描いた作品を出展し、ミュンヘン、ガラス宮殿の国際展覧会には毎年出展した。
1910年からミュンヘンに近い、フュルステンフェルトブルック(Fürstenfeldbruck)に邸を作り、妹と自らのスタジオを作り活動した。1914年にフュルステンフェルトブルックで展覧会を開いた。1915年に妹が亡くなり、1921年に20歳若いラトビア出身の画家、セルマ(Selma Plawneek)と結婚したが、1924年に亡くなった。

## 作品

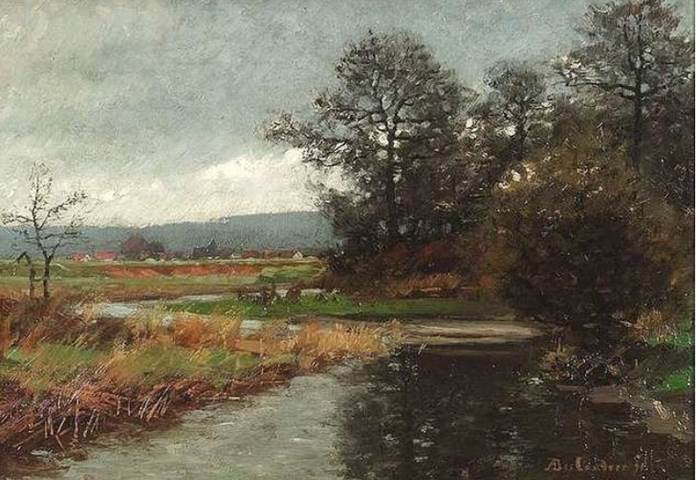
秋の湿地(1891)
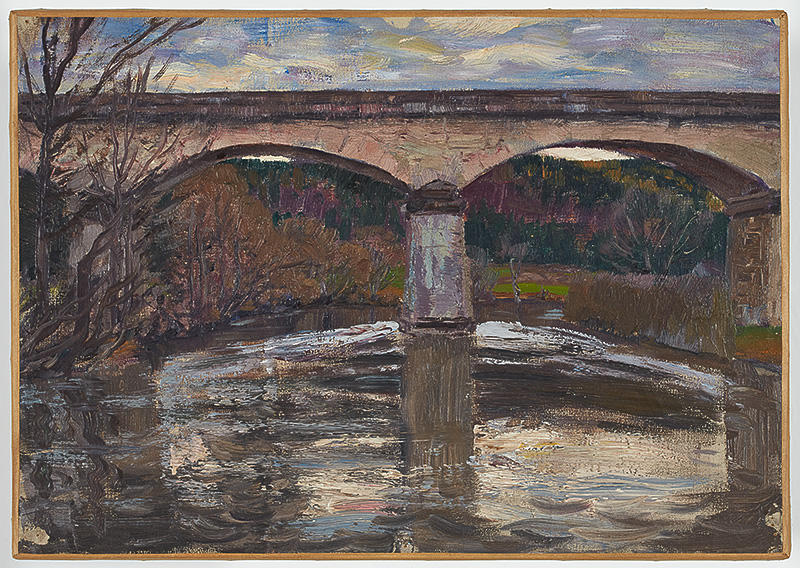
大きい橋
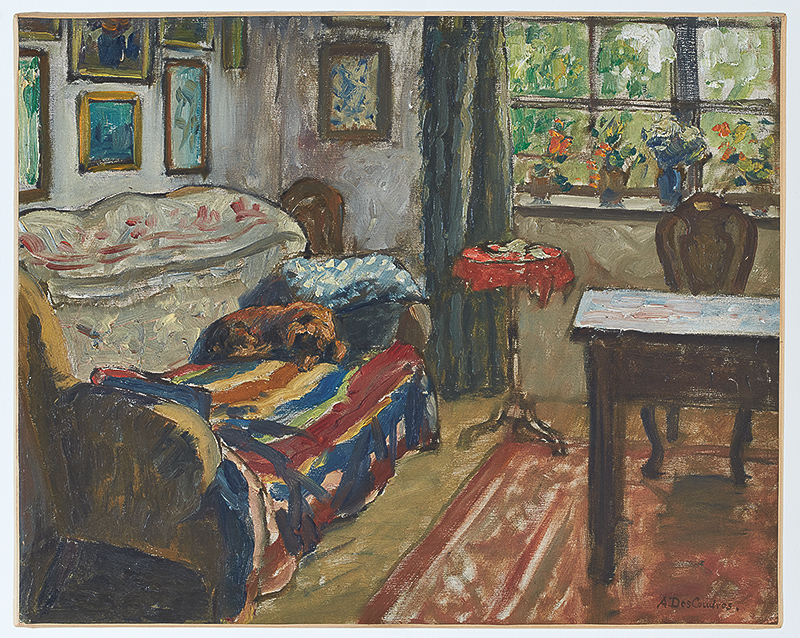
ソファーの上の犬
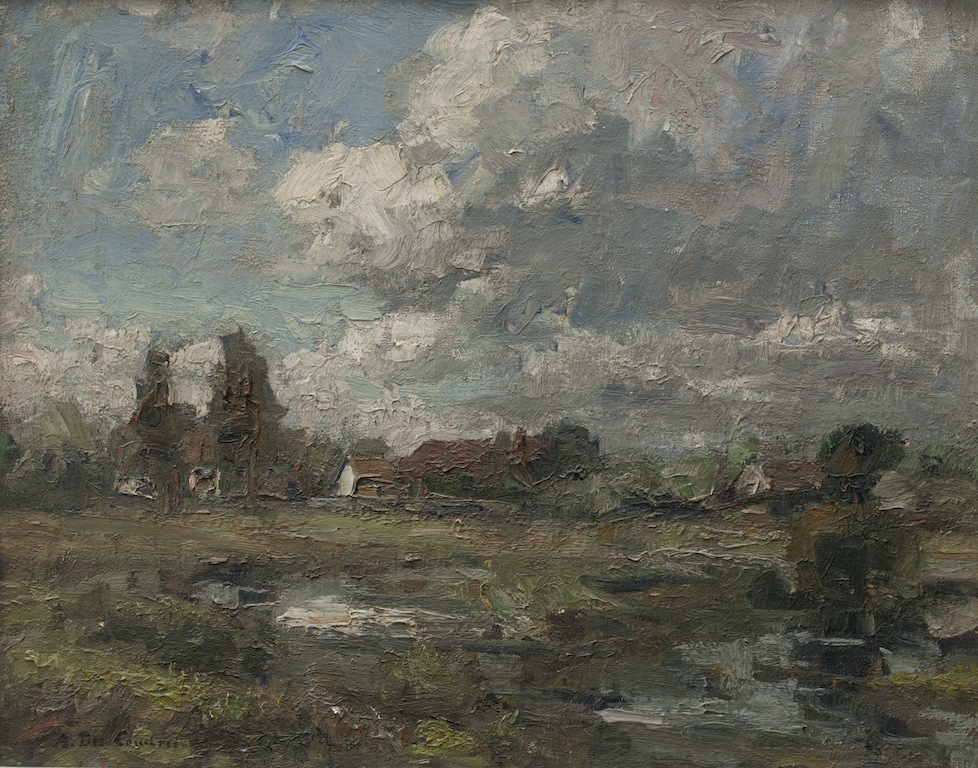
風景
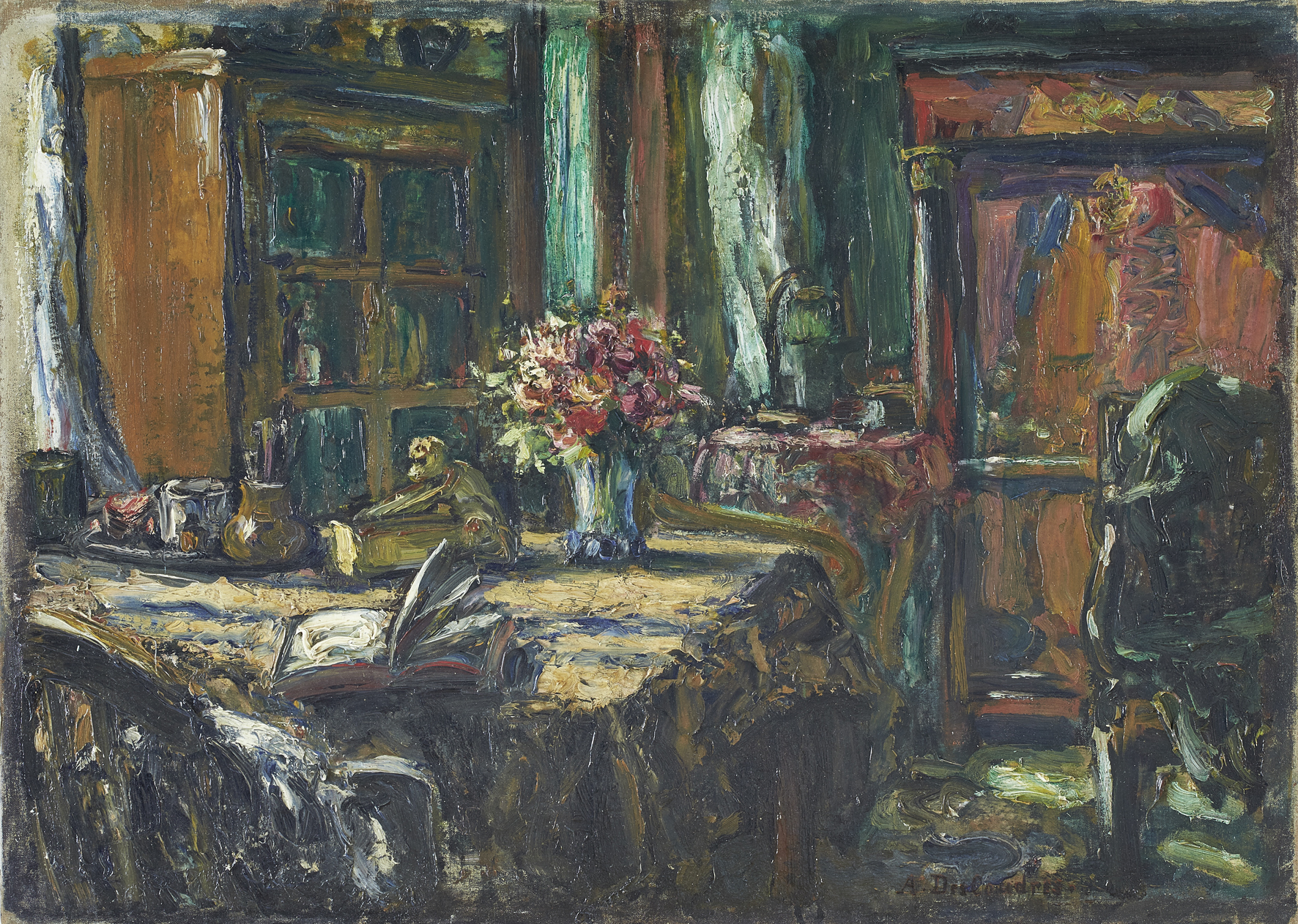
室内
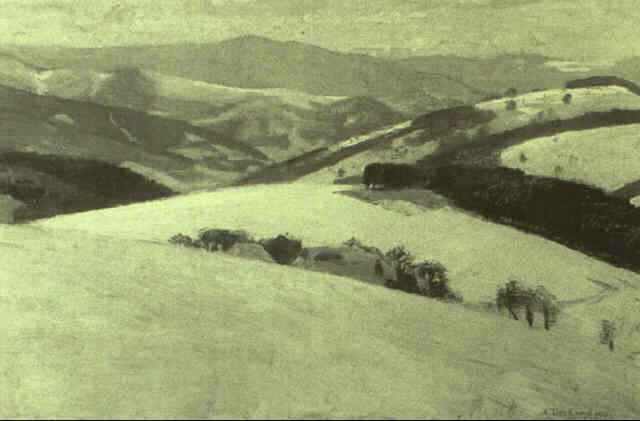
St. Maergen の近く